# Liste der Gebietsänderungen in Sachsen 2011
Die Liste der Gebietsänderungen in Sachsen 2011 enthält Änderungen an Gemeindegebieten des Freistaats Sachsen in der Zeit vom 1. Januar 2011 bis zum 31. Dezember 2011. Dazu zählen unter anderem Zusammenschlüsse und Trennungen von Gemeinden, Eingliederungen von Gemeinden in eine andere, Änderungen des Gemeindenamens und Umgliederungen von Teilen einer Gemeinde in eine andere.

In Sachsen kam es im Jahr 2011 zu 11 Gemeindegebietsänderungen, davon sechs Eingliederungen, zwei Neubildungen sowie drei Zusammenschlüsse von Gemeinden. Alle damals entstandenen Gemeinden existieren noch heute. Eine Besonderheit stellt die Aufteilung der Gemeinde Großbothen auf die Städte Colditz und Grimma dar. Rechtlich gesehen wurde dabei zuerst die komplette Gemeinde Großbothen nach Grimma eingegliedert, vier der neun Ortsteile danach in die Stadt Colditz umgegliedert.

## Legende
- Datum: juristisches Wirkungsdatum der Gebietsänderung
- Gemeinde vor der Änderung: Gemeinde vor der Gebietsänderung
- Gebietsänderung: Art der Gebietsänderung
- Gemeinde nach der Änderung: Gemeinde nach der Gebietsänderung
- Landkreis: Landkreis der Gemeinde nach der Gebietsänderung
- OT: Ortsteil

Die Sortierung erfolgt chronologisch: Datum, kreisfreie Städte, Landkreise, aufnehmende oder neu gebildete Gemeinde. Heute noch bestehende Gemeinden sind farbig unterlegt.

## Liste der Gebietsänderungen
| Datum      | Gemeinde vor Änderung | Gebietsänderung    | Gemeinde nach Änderung | Landkreis                        |
| ---------- | --- | ------------------ | ---------------------- | -------------------------------- |
| 01.01.2011 | Sosa | Eingliederung nach | Eibenstock             | Erzgebirgskreis                  |
| 01.01.2011 | Leubnitz mit Demeusel, Rodau, Rößnitz, Schneckengrün, Mehltheuer mit Drochaus, Fasendorf, Oberpirk, Schönberg, Unterpirk, Syrau mit Fröbersgrün | Neubildung von     | Rosenbach/Vogtl.       | Vogtlandkreis                    |
| 01.01.2011 | Ebersbach/Sa., Neugersdorf | Neubildung von     | Ebersbach-Neugersdorf  | Görlitz                          |
| 01.01.2011 | Großhennersdorf mit Euldorf, Heuscheune, Neundorf, Schönbrunn | Eingliederung nach | Herrnhut               | Görlitz                          |
| 01.01.2011 | Geising mit Fürstenau, Fürstenwalde, Gottgetreu, Liebenau, Löwenhain, Müglitz, Lauenstein | Eingliederung nach | Altenberg              | Sächsische Schweiz-Osterzgebirge |
| 01.01.2011 | Colditz mit Hohnbach, Lastau, Möseln, Zschadraß mit Bockwitz, Collmen, Commichau, Erlbach, Erlln, Hausdorf, Kaltenborn, Koltzschen, Maaschwitz, Meuselwitz, Podelwitz, Raschütz, Skoplau, Tanndorf, Terpitzsch, Zollwitz, Zschirla, Großbothen 1.758 Hektar mit 1.326 Einwohnern (Ortsteile Leisenau, Schönbach, Sermuth, Zschetzsch) | Zusammenschluss zu | Colditz                | Leipzig                          |
| 01.01.2011 | Nerchau mit Bahren, Cannewitz, Deditz, Denkwitz, Fremdiswalde, Gaudichsroda, Golzern, Gornewitz, Grottewitz, Löbschütz, Schmorditz, Serka, Thümmlitz, Würschwitz, Thümmlitzwalde mit Böhlen, Bröhsen, Draschwitz, Dürrweitzschen, Frauendorf, Haubitz, Keiselwitz, Kuckeland, Leipnitz, Motterwitz, Muschau, Nauberg, Ostrau, Papsdorf, Pöhsig, Poischwitz, Ragewitz, Seidewitz, Zaschwitz, Zeunitz, Zschoppach, Großbothen 1.633 Hektar mit 2.070 Einwohnern (Ortsteile Förstgen, Großbothen, Kleinbothen, Kössern, Schaddel) | Eingliederung nach | Grimma                 | Leipzig                          |
| 01.01.2011 | Beilrode mit Döbrichau, Großtreben-Zwethau mit Dautzschen, Döhlen, Eulenau, Großtreben, Kreischau, Last, Neubleesern, Rosenfeld, Zwethau | Zusammenschluss zu | Beilrode               | Nordsachsen                      |
| 01.01.2011 | Mügeln mit Berntitz, Grauschwitz, Lüttnitz, Mahris, Niedergoseln, Ockritz, Oetzsch, Schweta, Wetitz, Zschannewitz, Sornzig-Ablaß mit Ablaß, Baderitz, Gaudlitz, Glossen, Grauschwitz, Kemmlitz, Lichteneichen, Nebitzschen, Neubaderitz, Neusornzig, Paschkowitz, Pommlitz, Poppitz, Querbitzsch, Remsa, Schleben, Seelitz, Sornzig, Zävertitz | Zusammenschluss zu | Mügeln                 | Nordsachsen                      |
| 01.07.2011 | Ebersbach mit Mannsdorf, Neudorf, Neugreußnig | Eingliederung nach | Döbeln                 | Mittelsachsen                    |
| 01.10.2011 | Falkenau mit Hetzdorf | Eingliederung nach | Flöha                  | Mittelsachsen                    |

## Quelle
- Statistisches Landesamt Sachsen: Gebietsänderungen ab 1. Januar 2010 bis 31. Dezember 2019 (XLSX-Datei; 90 kB)